# Isumrud
Die Isumrud (russisch Изумруд ‚Smaragd‘) war ein Geschützter Kreuzer und Typschiff der gleichnamigen Klasse der Kaiserlich Russischen Marine, der von 1904 bis 1905 in Dienst stand.

## Geschichte
Die spätere Isumrud wurde im Januar 1901 bei der Newski-Werft in Sankt Petersburg auf Kiel gelegt. Der Stapellauf erfolgte, nach Bauverzögerungen, am 22. Oktober 1903. Nach weiteren Verzögerungen, unter anderem durch Eisstürme, wurde die Isumrud nach Beginn des Krieges mit Japan beschleunigt weitergebaut. Das Schiff wurde im Oktober 1904 in Dienst gestellt und dem Zweiten Pazifischen Geschwader zugeteilt.
Unter dem Kommando von Kapitän Wassili Fersen nahm sie an der Seeschlacht bei Tsushima am 27. und 28. Mai 1905 teil. Gegen Ende der Schlacht weigerte sich der Kapitän, gemäß dem Befehl von Admiral Nikolai Nebogatow zu kapitulieren, und entkam mit hoher Geschwindigkeit den Japanern. Jedoch lief die Isumrud in der folgenden Nacht in der Wladimir-Bucht auf Grund und wurde aufgegeben. Sie sank auf 43° 54′ 0″ N, 135° 30′ 0″ O bei Kap Orjenkow am 30. Mai 1905. Die Mannschaft erreichte Wladiwostok über Land.
Das Schiff wurde am 15. September 1905 aus der Liste gestrichen und 1908 zum Abbruch verkauft.